# Arna (Syria)
Arna (arab. عرنة) – miejscowość w Syrii, w muhafazie Damaszek. W 2004 roku liczyła 3146 mieszkańców.